# Gefahr: Diabolik!
Gefahr: Diabolik! (Originaltitel: Diabolik) ist ein 1967 gedrehter Actionfilm von Mario Bava, der am 24. Januar 1968 in Italien uraufgeführt wurde (deutscher Filmstart: 25. April 1968). Der Regisseur, der von der Filmkritik lange Zeit als Trashfilmer verachtet wurde, wird inzwischen als Wegbereiter der Pop Art im Kino gesehen und brachte als einer der ersten Comic-Vorlagen auf die Leinwand. Einige Mitglieder der Filmcrew wurden von Produzent Dino De Laurentiis direkt vom Set von Barbarella übernommen, einer weiteren, von ihm damals produzierten und inzwischen zum Kult gewordenen Comic-Verfilmung.

## Vorlage
Die Figur des Superverbrechers Diabolik wurde 1962 von den Mailändern Schwestern Angela und Luciana Giussani erfunden. Die reißerischen, schwarz-weiß gedruckten Comic-Hefte, in Italien Fumetti genannt, erschienen monatlich im Astorina-Verlag. Der Name des Titelhelden ist von der griechischen Bezeichnung des Teufels, Διάβολος, hergeleitet. Ähnlich wie der vergleichbare französische Super-Kriminelle Fantômas verfolgt Diabolik letztlich keine andere Absicht, als die Polizei lächerlich zu machen und ist in erster Linie aus Lust an der Gefahr und dem Risiko kriminell. Gemeinsam mit seiner Lebensgefährtin Eva Kant lebt er in einem gigantischen unterirdischen Versteck, in das er sich nach jedem Raubzug flüchtet.

## Handlung
Diabolik und seiner Geliebten Eva Kant gelingt es, einen gepanzerten Geldtransporter mit einer Ladung von zehn Millionen Dollar zu überfallen und mit dem Geld zu entkommen. Sie verstecken die Beute in ihrem Untergrund-Domizil und besuchen die Pressekonferenz des Polizeichefs, die sie mit Hilfe von Lachgas völlig durcheinander bringen. Wegen der außer Kontrolle geratenen Kriminalität wird die Todesstrafe wieder eingeführt. Die Polizei startet eine Großfahndung, unter der auch der Mafia-Boss Ralph Valmont mit seinen Kumpanen zu leiden hat. Daraufhin schließt Valmont einen Pakt mit Kriminalinspektor Ginko und verspricht, sich an der Fahndung nach Diabolik zu beteiligen. Diabolik amüsiert sich unterdessen mit seiner Gespielin in einem riesigen Bett, das mit Dollar-Scheinen übersät ist. Beide beschließen, die berühmte Aksand-Smaragd-Kette zu stehlen, die auf Schloss Saint Just aufbewahrt wird. Eva träumt davon, das Schmuckstück an ihrem Geburtstag zu tragen. Obwohl das Schloss unzugänglich ist und von der Polizei schwer bewacht wird, macht es Diabolik wenig Mühe, seinen verbrecherischen Plan zu verwirklichen. Er klettert mit Hilfe von Saugnäpfen eine steile Wand hoch, trickst die Videoüberwachung mit Hilfe eines Sofortbildes aus und führt die Polizei mit einer Puppe in die Irre.
Valmont hat ein Fahndungsfoto von Eva anfertigen lassen und bringt sie in seine Gewalt, weil sie ein Tankwart erkennt. Diabolik stellt sich zum Schein, um sie zu retten. Er kommt mit zehn Millionen Dollar Lösegeld und den Smaragden ins Flugzeug von Valmont. Dieser wirft Diabolik aus der wenig später explodierenden Maschine, doch beide landen sicher an einem Fallschirm. Diabolik kann Eva befreien, liefert sich allerdings einen Schusswechsel mit Valmont und tötet ihn, wobei er die einzelnen Smaragde als Munition benutzt. Weil die Polizei naht, schluckt Diabolik eine Tablette, die ihn in einen todesähnlichen Schlaf versetzt. Er wird ins Krankenhaus gebracht. Noch während die Polizei abermals eine Pressekonferenz einberuft, soll der Verbrecher obduziert werden. Kurz bevor der Gerichtsmediziner sein Messer ansetzt, öffnet Diabolik die Augen und behauptet, seine absolute Selbstkontrolle von tibetischen Mönchen erlernt zu haben.
Eva hat sich als Krankenschwester ins Hospital geschlichen und schiebt Diabolik, der von einem Leichentuch bedeckt ist, durch den Flur. Gemeinsam brechen sie in das Kühlhaus mit den Leichen ein, wo Valmonts sterbliche Überreste soeben verbrannt wurden. Aus der Asche entwendet Diabolik die Smaragde. Die Polizei erhöht die Belohnung für die Ergreifung Diaboliks auf eine Million Dollar. Dieser sprengt daraufhin das Finanzministerium in die Luft. Der Staat hat somit zu wenig Einnahmen und muss Gold verkaufen, um an Devisen zu kommen. Der Finanzminister fleht die Bevölkerung vergeblich an, freiwillig Steuern zu zahlen, denn alle Unterlagen sind zerstört. Zwanzig Tonnen Gold werden zu einem riesigen Barren gegossen, um einen Diebstahl unmöglich zu machen, und per Zug unter massiver Polizeibewachung auf die Reise geschickt. Diabolik leitet ihn auf die Brücke einer Nebenstrecke um und sprengt sie, so dass die Waggons ins Meer fallen. Mit Unterwasser-Propellern und Luftkissen transportieren der Schurke und seine Freundin das Gold in ihre Festung. Doch die Polizei hat am Stahlcontainer einen Peilsender angebracht und kann Diabolik orten. Während er damit beschäftigt ist, den gigantischen Goldklumpen in kleinere Barren umzugießen, überhitzt sich die Anlage, explodiert und überzieht alles mit dem Edelmetall. Diabolik scheint tot, eingegossen in Gold. Die Polizei versiegelt das gesamte Refugium. Eva Kant will sich von Diaboliks Leiche verabschieden. Als sie ihn durch dessen gläserne Gesichtsmaske anschaut, blinzelt er ihr zu.

## Produktion

### Vorgeschichte
Angeregt von André Hunebelles äußerst erfolgreicher Fantomas-Verfilmung (1964), beschloss der italienische Produzent Tonino Cervi, Diabolik auf die Leinwand zu bringen. Ursprünglich beabsichtigt war ein populärer Streifen in aufwändiger Flash-Gordon- oder James-Bond-Manier, allerdings war Cervi bewusst, dass das auf dem europäischen Markt nicht finanzierbar war. Mit den Einnahmen aus dem Diabolik-Projekt wollte er eine anspruchsvolle Film-Reihe mit Regisseuren wie Federico Fellini, Ingmar Bergman und Akira Kurosawa verwirklichen.
Cervis Italy-Filmproduktion erwarb die Rechte an Diabolik für 20 Millionen Lire und verpflichtete Dino De Laurentiis für den weltweiten Vertrieb. Das Geld sollte durch eine internationale Koproduktion zwischen Italien, Spanien (A.S. Film Produccion y Impala) und Frankreich (Les Films Marceau-Cocinor) zusammenkommen. Als Regisseur wurde der Brite Seth Holt verpflichtet, Prominente wie Alain Delon und Claudia Cardinale wurden für die Hauptrollen angefragt, die Presse mit aufwändigen Probeaufnahmen neugierig gemacht. Schließlich wurden der französische Schauspieler Jean Sorel und Elsa Martinelli als Eva Kant besetzt. Die Dreharbeiten begannen am 20. September 1965 in Málaga, wurden wegen der Erkrankung eines Darstellers unterbrochen und am 13. November abgeschlossen. Doch als De Laurentiis das Rohmaterial sah, war er vom künstlerischen und optischen Niveau so schockiert, dass er dringend den Abbruch des Projekts empfahl, um eine Blamage zu vermeiden. Die Koproduzenten stiegen daraufhin aus, die Franzosen kündigten den Vertrag, die Spanier beschlagnahmten sogar die gesamte Ausrüstung.

### Überarbeitung des Konzepts
Mit einem halbierten Budget von 200 Millionen Lire (damals etwa drei Millionen Dollar) wagte De Laurentiis einen erneuten Anlauf, diesmal mit Hilfe von Paramount Pictures und dem erfahrenen Action-Regisseur Mario Bava, der das optisch sehr deutlich an den James-Bond-Film Feuerball (1965) angelehnte Projekt angeblich für nur 400 000 Dollar fertig stellte. Durch die Konzept-Änderung und ein völlig neues Drehbuch war der Part berühmter Schauspieler wie Michel Piccoli und Adolfo Celi plötzlich auf Nebenrollen beschränkt. Der nicht sehr talentierte, aber sehr gut aussehende John Phillip Law, ein männliches Sex-Idol der sechziger Jahre, war frei verfügbar, weil die parallele Barbarella-Produktion wegen technischer Probleme noch vor Drehbeginn eine Zwangspause einlegen musste. Auch die Drehbuch-Autoren Brian Degas und Tudor Gates wurden von dort abgezogen. Für die Rolle der Geliebten soll Roger Vadim seine Ex-Lebensgefährtin Catherine Deneuve vorgeschlagen haben, die sich jedoch geweigert haben soll, eine Nacktszene zu drehen und die Produktion daraufhin auf Druck des entnervten Bava schon nach einer Woche verlassen musste. Bereits zuvor hatte es der Regisseur mit einem unbekannt gebliebenen amerikanischen Fotomodell zu tun gehabt, die gar nicht erst bis zur Drehphase im Cast geblieben war. Die Handlung folgte nun drei Diabolik-Heftnummern: Sepolto vivo! (Lebendig begraben), Lotta Disperata (Verzweifelter Kampf) und L’ombra nella notte (Schatten der Nacht).

### Dreharbeiten
Die abermaligen Dreharbeiten begannen am 11. April 1967 und fanden in der Fiat-Fabrik in Turin, in Anzio südlich von Rom (wo die Burg Tor Caldara als Kulisse für Saint Just diente) und in der Blauen Grotte auf Capri statt. Mario Bava beschrieb die Arbeiten später als „alptraumhaft“, weil De Laurentiis sich stark einmischte und darauf bestand, gewalttätige Szenen abzumildern, um die Altersfreigabe herabsetzen zu können. Am 18. Juni 1967 fiel die letzte Klappe. Direkt im Anschluss begannen die Arbeiten für Barbarella, weshalb einige Sets, wie Valmonts Nachtclub, erneut als Kulisse dienten.

## Wirkung
An der Kinokasse war Gefahr: Diabolik! zur Enttäuschung von De Laurentiis kein großer Erfolg. Die Einnahmen in Italien, wo der Filmstart wegen der Popularität der Comics sehnlichst erwartet wurde, betrugen 265 Millionen Lire. Im April lief der Film im übrigen Europa, im Dezember in den USA an. Die italienische Filmbewertungsstelle hatte vor der Freigabe nur fünf kleinere Schnitte angeordnet. Zeittypisch gab sich der Film anarchisch, was im egozentrischen Verhalten der Hauptfigur ebenso zum Ausdruck kam wie in der gezeigten Zerstörung der Finanzverwaltung und der Satire auf den Finanzminister, der hier nur noch eine lächerliche Figur ist, wie auch die gesamte Sicherheitsbehörde einschließlich des ermittelnden Kriminalkommissars dem Gespött preisgegeben wird. Sowohl Barbarella als auch Gefahr: Diabolik! zeigten sadomasochistische Sex-Szenen und setzten entsprechende Fetischkleidung groß in Szene, was damals von einigen anderen Filmemachern wie Bruno Corbucci (Ms. Stiletto, 1969) und Piero Vivarelli (Satanik, 1968) kopiert wurde. John Phillip Law war durchgehend in hautengen Latex-Outfits und oft mit Maske zu sehen, Marisa Mell in ausgesprochen knappen Mini-Röcken und äußerst freizügigen Oberteilen. Der Beischlaf unter einem Berg von Bargeld gehört heute zu den kultigsten Filmepisoden überhaupt. Der so trendige wie trashige Sechziger-Jahre-Look befeuerte die Fantasie vieler Designer und hatte Einfluss auf Regisseure, u. a. Edgar Wright, der sich von Gefahr: Diabolik! zu seinem Film Scott Pilgrim vs. the World angeregt sah.

## Kritik
Zunächst als Trash missachtet und von der New York Times wie dem Branchenblatt Variety verrissen, wird Gefahr: Diabolik! als Zeitgeist-Film mittlerweile geradezu hymnisch gelobt. Bei TimeOut ist von einem „herrlich abgedrehten Comic Strip“ mit „wunderbar bizarren Bildern“ die Rede, der sogar an die Fantasiewelten von Jean Cocteau erinnere. Moviebreak urteilt: „Was dabei herauskommt ist über weite Strecken eine aberwitzige, herrlich kreative, enthemmt-psychedelische, freche und junge B-Variante zu James Bond (...).“ Der Filmkritiker Olivier Père spricht von einem „ungeniert-anarchistischen Film mit starker sexueller Symbolik“ und einem bis heute „unübertroffenen Modell der Übertragung eines Comics auf die Filmleinwand“. Es handle sich um einen „Fetischfilm“ der Sechziger, so wie Das Phantom im Paradies von Brian de Palma den Siebzigern entspreche. Andere Cineasten äußerten sich aus dem Abstand von Jahrzehnten ähnlich begeistert: „Denn kaum ein anderer Film aus dieser Zeit dürfte derart bunt, durchgeknallt und rasant sein wie eben dieses herrliche James Bond-Imitat.“ Der Kritiker Roger Ebert schrieb, Gefahr: Diabolik! sei zwar insgesamt zu lang und wirr, aber genau der Film, der Barbarella hätte werden sollen.

## DVD-Veröffentlichung
Paramount vertreibt Gefahr: Diabolik! seit dem 14. Juni 2005 auf DVD, ergänzt um einen Audio-Kommentar von John Phillip Law und des Biografen von Mario Bava, Tim Lucas. In Deutschland steht eine deutschsprachige Veröffentlichung bis heute aus.

## Zitat
Diabolik wird mit den 10 Millionen Dollar nicht das tun, was von uns für logisch gehalten wird. Er wird etwas tun, worauf sicher kein normaler Mensch kommt.

## Musik
Die Originalmusik von Ennio Morricone wird von Kritikern als beeindruckend schräg, dynamisch und typisch für die Zeit um 1968 gewürdigt („fummelt sich einen duften Score zusammen, der urplötzlich auch mal einen orientalisch angehauchten Flair bekommt“). Die Titelmelodie Deep Deep Down gilt als „irre eingängig“. Experten fühlten sich beim Soundtrack an den indischen Sitar -Spieler Ravi Shankar und Andy Warhols Band Velvet Underground  erinnert und lobten den musikalischen Einfallsreichtum Morricones,
der Acid-Pop-Elemente und Signaltrompeten ebenso einsetzte wie jaulende E-Gitarren, und eine Sopranistin die Unterwasser-Szenen ekstatisch besingen ließ.

## Weitere Filme
Zwischen 2020 und 2023 wurden von Antonio und Marco Manetti drei neue Filme in Italien gedreht. In den Hauptrollen sieht man Luca Marinelli als Diabolik und Miriam Leone als seine Geliebte. Die ersten beiden Filme wurde in Deutschland synchronisiert und sind auf Blu-ray erhältlich.